# Çamardı (district)
Çamardı is een Turks district in de provincie Niğde en telt 15.293 inwoners (2007). Het district heeft een oppervlakte van 1272,7 km². Hoofdplaats is Çamardı.
De bevolkingsontwikkeling van het district is weergegeven in onderstaande tabel.
| 1997   | 2000   | 2007   |
| ------ | ------ | ------ |
| 17.051 | 20.302 | 15.293 |